# Еліот Ґронден
Еліот Ґронден (19 квітня 2001 , Saint-Romualdd, Квебек ) — канадський сноубордист, срібний та бронзовий призер Олімпійських ігор 2022 року.

## Олімпійські ігри
| Рік  | Місто                     | Сноубордкрос | Командний сноубордкрос |
| ---- | ------------------------- | ------------ | ---------------------- |
| 2018 | Пхьончхан, Південна Корея | 36           | Н/Д                    |
| 2022 | Пекін, Китай              | 2            | 3                      |

## Чемпіонат світу
| Рік  | Місто        | Сноубордкрос | Командний сноубордкрос |
| ---- | ------------ | ------------ | ---------------------- |
| 2019 | Юта, США     | 27           | 10                     |
| 2021 | Ідре, Швеція | 3            | 13                     |